# Saint-Genis-d'Hiersac
 Saint-Genis-d'Hiersac  là một xã ở tỉnh Charente phía tây nước Pháp. Xã này có diện tích 19,08 km², dân số năm 1999 là 806 người. Khu vực này có độ cao trung bình 250mét trên mực nước biển.